# Jordan Holsgrove
Jordan Holsgrove, né le 10 septembre 1999 à Édimbourg en Écosse, est un footballeur écossais qui évolue au poste de milieu défensif au GD Estoril-Praia.

## Biographie

### Carrière en club
Né à Édimbourg en Écosse, Jordan Holsgrove est notamment formé en Angleterre par le Reading FC. Il signe son premier contrat professionnel avec ce club le 13 février 2017.
Il commence toutefois sa carrière en Espagne, en étant prêté au Atlético Baleares le 27 août 2019 pour une saison,. Il s'impose comme un joueur clé de l'équipe sous les ordres de Manix Mandiola (en) et l'Atlético Baleares souhaite prolonger son prêt mais le Reading FC refuse.
Le 10 septembre 2020, Jordan Holsgrove rejoint un autre club espagnol en signant pour le Celta de Vigo. Il doit dans un premier temps intégrer l'équipe réserve du club et s'entraîner de temps en temps avec le groupe professionnel.
Peinant à s'imposer au Celta Vigo, Jordan Holsgrove quitte le club librement à la fin de son contrat en juin 2022 et signe en faveur du FC Paços de Ferreira, au Portugal,.
Le 28 juillet 2023, Jordan Holsgrove est recruté par l'Olympiakós mais est directement prêté à un autre club portugais, le GD Estoril-Praia pour une saison,.

### Carrière en sélection
Il commence sa carrière internationale avec l'équipe d'Écosse des moins de 17 ans, jouant un seul match, le 28 mars 2016 contre le Danemark où il est titularisé (défaite 4-0 des écossais).
Jordan Holsgrove joue son premier match avec l'équipe d'Écosse espoirs le 22 mars 2019 contre le Mexique. Il entre en jeu à la place de David Turnbull et les deux équipes se neutralisent (0-0 score final).